# Marco Cecchinato
Marco Cecchinato (* 30. September 1992 in Palermo) ist ein italienischer Tennisspieler.

## Karriere
Cecchinato spielte zunächst hauptsächlich auf der ATP Challenger Tour und der ITF Future Tour. Sein erstes Match auf der ATP World Tour bestritt er im Mai 2013 bei den Open de Nice Côte d’Azur in Nizza, wo er über die Qualifikation den Sprung ins Hauptfeld schaffte. In der ersten Runde traf er dabei auf seinen Landsmann Fabio Fognini, gegen den er nach klar gewonnenem erstem Satz noch mit 6:1, 1:6 und 2:6 verlor. Am 11. August 2013 feierte Cecchinato dann seinen ersten Titel auf der Challenger Tour. Mit einer Wildcard ins Turnier gekommen, besiegte er auf dem Weg dahin die drei gesetzten Spieler Jesse Huta Galung, Jiří Veselý und Jan-Lennard Struff. Das Finale gewann er gegen seinen Landsmann Filippo Volandri glatt in zwei Sätzen.
Am 20. Juli 2016 gab der italienische Tennisverband bekannt, dass Cecchinato wegen Spielmanipulation und Wettbetrugs für 18 Monate gesperrt werde; zusätzlich erhielt er eine Geldstrafe in Höhe von 40.000 Euro. Die Entscheidung wurde allerdings in der Berufung revidiert.
2016 spielte er erstmals für die italienische Davis-Cup-Mannschaft.
In Budapest, wo er das Hauptfeld erst als Lucky Loser erreichte, gewann er 2018 seinen ersten ATP-Titel. Er war damit der neunte Spieler, dem dies gelungen ist. Bei den French Open gewann er im selben Jahr gegen Marius Copil sein erstes Grand-Slam-Match überhaupt, und dies, nachdem er bereits mit zwei Sätzen zurück gelegen hatte. Nach Siegen über den Lucky Loser Marco Trungelliti sowie Pablo Carreño Busta und den an Position 8 gesetzten David Goffin besiegte er im Viertelfinale den früheren French-Open-Sieger Novak Đoković mit 6:3, 7:6 (7:4), 1:6, 7:6 (13:11) und erreichte damit das Halbfinale. Dort musste er sich Dominic Thiem in drei Sätzen geschlagen geben; im Tiebreak des zweiten Satzes hatte er dabei drei Chancen auf den Satzgewinn vergeben.
In der Tennis-Bundesliga spielt er für den HTC Blau-Weiß Krefeld.

## Erfolge
| Legende (Anzahl der Siege) |
| Grand Slam                 |
| ATP Finals                 |
| ATP Tour Masters 1000      |
| ATP Tour 500               |
| ATP Tour 250 (3)           |
| ATP Challenger Tour (11)   |

| ATP-Titel nach Belag |
| Hartplatz (0)        |
| Sand (3)             |
| Rasen (0)            |

### Einzel

#### Turniersiege

##### ATP Tour
| Nr. | Datum            | Turnier      | Belag | Finalgegner       | Ergebnis  |
| --- | ---------------- | ------------ | ----- | ----------------- | --------- |
| 1.  | 29. April 2018   | Budapest     | Sand  | John Millman      | 7:5, 6:4  |
| 2.  | 22. Juli 2018    | Umag         | Sand  | Guido Pella       | 6:2, 7:64 |
| 3.  | 17. Februar 2019 | Buenos Aires | Sand  | Diego Schwartzman | 6:1, 6:2  |

##### ATP Challenger Tour
| Nr. | Datum            | Turnier           | Belag | Finalgegner          | Ergebnis      |
| --- | ---------------- | ----------------- | ----- | -------------------- | ------------- |
| 1.  | 11. August 2013  | San Marino        | Sand  | Filippo Volandri     | 6:3, 6:4      |
| 2.  | 3. Mai 2015      | Turin             | Sand  | Kimmer Coppejans     | 6:2, 6:3      |
| 3.  | 26. Juni 2016    | Mailand (1)       | Sand  | Laslo Đere           | 6:2, 6:2      |
| 4.  | 13. Mai 2017     | Rom               | Sand  | Jozef Kovalík        | 6:4, 6:4      |
| 5.  | 10. März 2018    | Santiago de Chile | Sand  | Carlos Gómez Herrera | 1:6, 6:1, 6:1 |
| 6.  | 2. Oktober 2022  | Lissabon          | Sand  | Luca Van Assche      | 6:3, 6:3      |
| 7.  | 16. Oktober 2022 | Rio de Janeiro    | Sand  | Yannick Hanfmann     | 4:6, 6:4, 6:3 |
| 8.  | 28. Juni 2025    | Mailand (2)       | Sand  | Dino Prižmić         | 6:2, 6:3      |

#### Finalteilnahmen
| Nr. | Datum            | Turnier  | Belag | Finalgegner     | Ergebnis  |
| --- | ---------------- | -------- | ----- | --------------- | --------- |
| 1.  | 18. Oktober 2020 | Cagliari | Sand  | Laslo Đere      | 6:73, 5:7 |
| 2.  | 29. Mai 2021     | Parma    | Sand  | Sebastian Korda | 2:6, 4:6  |

### Doppel

#### Turniersiege

##### ATP Challenger Tour
| Nr. | Datum              | Turnier  | Belag | Partner       | Finalgegner                      | Ergebnis |
| --- | ------------------ | -------- | ----- | ------------- | -------------------------------- | -------- |
| 1.  | 13. September 2014 | Biella   | Sand  | Matteo Viola  | Frank Moser Alexander Satschko   | 7:5, 6:0 |
| 2.  | 15. April 2017     | Barletta | Sand  | Matteo Donati | Marin Draganja Tomislav Draganja | 6:3, 6:4 |
| 3.  | 24. September 2017 | Sibiu    | Sand  | Matteo Donati | Sander Gillé Joran Vliegen       | 6:3, 6:1 |

## Abschneiden bei Grand-Slam-Turnieren

### Einzel
| Turnier         | 2014 | 2015 | 2016 | 2017 | 2018 | 2019 | 2020 | 2021 | 2022 | 2023 | 2024 | Karriere |
| --------------- | ---- | ---- | ---- | ---- | ---- | ---- | ---- | ---- | ---- | ---- | ---- | -------- |
| Australian Open | Q1   | Q2   | 1    | Q1   | Q1   | 1    | 1    | 1    | 1    | Q1   | Q1   | 1        |
| French Open     | Q2   | Q3   | 1    | Q3   | HF   | 1    | 3    | 3    | 2    | 1    | —    | HF       |
| Wimbledon       | —    | —    | —    | 1    | 1    | 1    |      | 1    | —    | 1    | —    | 1        |
| US Open         | Q2   | 1    | —    | Q1   | 1    | 1    | 1    | 1    | —    | 1    | —    | 1        |

Zeichenerklärung: S = Turniersieg; F, HF, VF, AF = Einzug ins Finale / Halbfinale / Viertelfinale / Achtelfinale; 1, 2, 3 = Ausscheiden in der 1. / 2. / 3. Hauptrunde; Q1, Q2, Q3 = Ausscheiden in der 1. / 2. / 3. Qualifikationsrunde; nicht ausgetragen